# Abigail Strate
Abigail Strate (Calgary, 22 februari 2001) is een Canadese schansspringster. Ze vertegenwoordigde haar vaderland op de Olympische Winterspelen 2022 in Peking.

## Carrière
Strate maakte haar wereldbekerdebuut in december 2016 in Nizjni Tagil. In februari 2017 scoorde ze in Pyeongchang haar eerste wereldbekerpunten.
Op de wereldkampioenschappen schansspringen 2021 in Oberstdorf eindigde Strate als 27e op de normale schans en als 28e op de grote schans. In de landenwedstrijd eindigde ze samen met Natalie Eilers, Natasha Bodnarchuk en Alexandria Loutitt op de elfde plaats, samen met Matthew Soukup, Alexandria Loutitt en MacKenzie Boyd-Clowes eindigde ze als tiende in de gemengde landenwedstrijd. Tijdens de Olympische Winterspelen van 2022 in Peking eindigde ze als 23e in de individuele wedstrijd, in de gemengde landenwedstrijd veroverde ze samen met Matthew Soukup, Alexandria Loutitt en MacKenzie Boyd-Clowes de bronzen medaille. In februari 2022 behaalde de Canadese in Hinzenbach haar eerste toptienklassering in een wereldbekerwedstrijd.

## Resultaten

### Olympische Spelen
| Jaar | Plaats | Resultaten                     |
| ---- | ------ | ------------------------------ |
| 2022 | Peking | 23e HS106 · Gemengd team HS106 |

### Wereldkampioenschappen
| Jaar | Plaats     | Resultaten                                                |
| ---- | ---------- | --------------------------------------------------------- |
| 2021 | Oberstdorf | 27e HS109 28e HS137 11e Team HS109 10e Gemengd team HS109 |

### Wereldbeker
Eindklasseringen
| Seizoen   | Algm |
| --------- | ---- |
| 2016/2017 | 56e  |
| 2017/2018 | 52e  |
| 2020/2021 | 47e  |
| 2021/2022 | 23e  |

### Grand-Prix
Eindklasseringen
| Jaar | Plaats |
| ---- | ------ |
| 2017 | 30e    |
| 2018 | 28e    |
| 2021 | 31e    |
| 2022 | 15e    |